# Milvus milvus

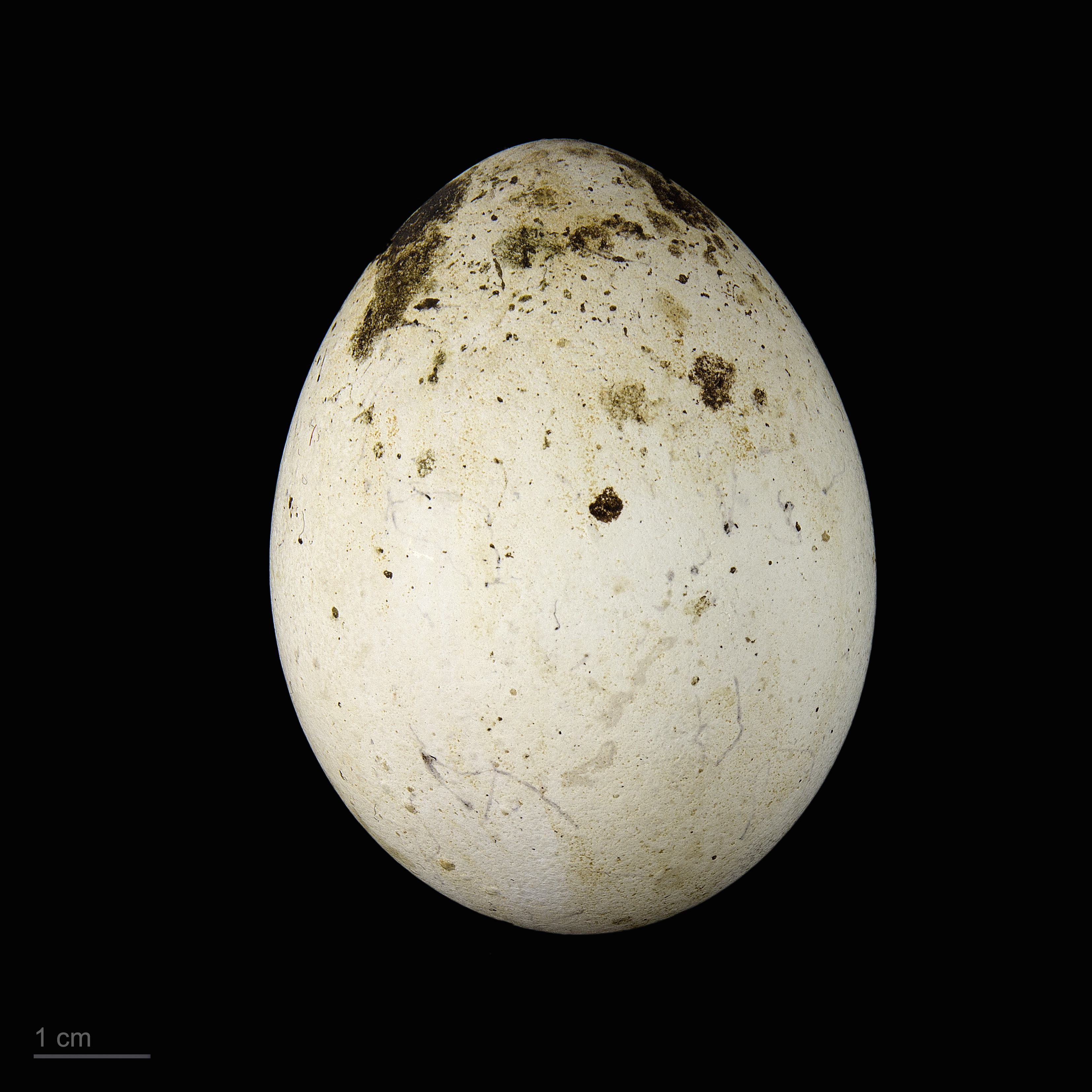
Milvus milvus

Milvus milvus là một loài chim trong họ Ưng.
Loài này hiện là loài đặc hữu khu vực Tây Cổ bắc giới ở châu Âu và tây bắc châu Phi, dù trước đây cũng hiện diện ngay ngoài bắc Iran. Nó là loài định cư trong các khu vực ôn hòa hơn của phạm vi phân bố ở phía tây Châu Âu và tây bắc Phi, nhưng những con từ vùng Đông Bắc và trung bộ Châu Âu trú đông về phía nam và phía tây, đạt về phía nam tới Thổ Nhĩ Kỳ. Một số bay đến phía bắc tận Phần Lan và phía nam tới Israel, Libya Gambia.